# Megacraspedus peyerimhoffi
Megacraspedus peyerimhoffi is een vlinder uit de familie van de tastermotten (Gelechiidae). De wetenschappelijke naam van de soort is voor het eerst geldig gepubliceerd in 1925 door Le Cerf.